# Annonsbladet
Annonsbladet är en veckolig lokaltidning på Kimitoön. Tidningen grundades 1925 och har 4800 prenumeranter (2015). Annonsbladet ges ut av Förlags Ab Lindan som även publicerar tidningarna Sportpressen och City & Archipelago News.